# Lechia squamata
Genre
Espèce
Lechia squamata, unique représentant du genre Udalmella, est une espèce d'araignées aranéomorphes de la famille des Salticidae.

## Distribution
Cette espèce se rencontre au Viêt Nam et en Chine à Hainan,.

## Description
La carapace de la femelle holotype mesure 2,24 mm de long et l'abdomen 3,30 mm.
La carapace du mâle décrit par Logunov et Jäger en 2015 mesure 2,03 mm de long sur 1,43 mm et l'abdomen 1,88 mm de long sur 1,25 mm.

## Systématique et taxinomie
Ce genre a été décrit par Żabka en 1985 dans les Salticidae. Il est placé en synonymie avec Laufeia par Logunov et Jäger en 2015. Il est relevé de synonymie par Prószyński en 2019.
Cette espèce a été décrite par Żabka en 1985. Elle est placée dans le genre Laufeia par Logunov et Jäger en 2015 puis dans le genre Lechia par Prószyński en 2019.

## Publication originale
- Żabka, 1985 : « Systematic and zoogeographic study on the family Salticidae (Araneae) from Viet-Nam. » Annales Zoologici, vol. 39, p. 197-485.